# أتليتيكو رافائيلا
أتليتيكو رافائيلا هو نادي كرة قدم أرجنتيني وهو نادي أساسي في الأرجنتين وقد تأسس هذا النادي سنة 1907.

## روابط إضافية
- Unofficial site (إسبانية)
- Primera B Nacional teams - Rafaela[وصلة مكسورة]
- Atlético de Rafaela Micro-Site[وصلة مكسورة] (إسبانية)